# Paolo Canè
Paolo Canè (Bolonya, Itàlia, 9 d'abril de 1965) és un ex-tennista italià dels anys 80 i 90. El seu fet més destacat fou la consecució de la medalla de bronze olímpica a Los Angeles 1984 en individuals (medalla no oficial en ser esport de demostració).

## Palmarès: 6 (3−3)

### Dobles: 5 (3−2)
| Llegenda (pre/post 2009)                                 |
| -------------------------------------------------------- |
| Grand Slams (0−0)                                        |
| Tennis Masters Cup / ATP Finals (0−0)                    |
| ATP Masters Series / ATP World Tour Masters 1000 (0−0)   |
| ATP International Series Gold / ATP World Tour 500 (0−0) |
| ATP International Series / ATP World Tour 250 (3−2)      |

| Títols per superfície |
| --------------------- |
| Dura (0−0)            |
| Gespa (0−0)           |
| Terra batuda (3−2)    |

| Resultat  | Núm. | Data                | Torneig         | Superfície   | Oponent                | Marcador       |
| --------- | ---- | ------------------- | --------------- | ------------ | ---------------------- | -------------- |
| Finalista | 1.   | 9 de juny 1986      | Bolonya, Itàlia | Terra batuda | Martín Jaite           | 2−6, 6−4, 4−6  |
| Guanyador | 1.   | 7 de juliol 1986    | Bordeus, França | Terra batuda | Kent Carlsson          | 6−4, 1−6, 7−5  |
| Guanyador | 2.   | 31 de juliol 1989   | Båstad, Suècia  | Terra batuda | Bruno Orešar           | 7−6(4), 7−6(5) |
| Finalista | 2.   | 25 de setembre 1989 | Palerm, Itàlia  | Terra batuda | Guillermo Pérez Roldán | 1−6, 4−6       |
| Guanyador | 3.   | 20 de maig 1991     | Bolonya         | Terra batuda | Jan Gunnarsson         | 5−7, 6−3, 7−5  |